# Sortimento
Sortimento é o quinto álbum de estúdio (e o quinto no total) da cantora brasileira Zélia Duncan. O álbum foi lançado em abril de 2001, sendo o primeiro lançamento da artista pela Universal Music. No mesmo ano a artista comemorou seu vigésimo aniversário de carreira.

Nas palavras de Zélia: 
"Sortimento não é só o lance de ser sortido, também significa provisão, mantimento, o que você acumula para viver. Estou tentando mostrar um pouco do que está acumulado em mim e tentando abrir para outras coisas. A unidade deste disco espero que seja eu cantando ali, mas não me preocupei com isso nos arranjos, na escolha do repertório. Eu quis fazer mesmo um negócio descabelado.”

## Divulgação e turnê
Para promover o álbum, Zélia esteve empenhada em uma turnê de concertos musicais que começou no Brasil e a levou até Portugal em maio/junho de 2002 para shows no Coliseu do Porto e de Lisboa. A tour começou em maio de 2001. Da turnê foi originado o primeiro CD e DVD ao vivo da cantora, Sortimento Vivo.

## Prêmios
"Sortimento" teve duas indicações ao Grammy Latino de 2002:
| Ano  | Recipiente                               | Categoria                                                     | Resultado |
| ---- | ---------------------------------------- | ------------------------------------------------------------- | --------- |
| 2002 | Arnaldo Antunes e Pepeu Gomes por "Alma" | Grammy Latino de Melhor Canção Brasileira                     | Indicado  |
| 2002 | Sortimento                               | Grammy Latino de Melhor Álbum de Pop Contemporâneo Brasileiro | Indicado  |

## Faixas
A gravação foi dirigida por Beto Vilares (Alma, Chicken de Frango, Eu Me Acerto, Sortimento, Desconforto, Beleza Fácil, Flores e Na Hora da Sede) e Christiaan Oyens (Alma, Me Revelar, Todos os Dias e Hóspede do Tempo.). Em sua heterogeneidade, o disco passeia tranquilamente do samba ao folk com leveza e tranquilidade. Em “Desconforto” (parceria com Rita Lee) há uma crítica à situação do país na época e ao então presidente, Fernando Henrique Cardoso.
A faixa bônus "Eu vou estar" foi tirada do CD Acústico MTV - Capital Inicial, e foi gravada ao vivo no dia 21 de março de 2000, no Teatro Mars em São Paulo.
A canção "Alma", de Pepeu Gomes e Arnaldo Antunes, foi regravada por Arnaldo Antunes, e foi incluída em seu CD/DVD ao vivo Acústico MTV - Arnaldo Antunes em 2012. A mesma faixa foi incluída na trilha sonora das novelas brasileiras O Clone, exibida entre 2001 e 2002 e Alto Astral, como tema de abertura, exibida entre 2014 e 2015, ambas pela Rede Globo.
O álbum contém 12 faixas e mais duas bônus, sendo parcerias de Duncan com outros cantores. 
| Sortimento |                                                              |                                    |         |  |
| N.º        | Título                                                       | Compositor(es)                     | Duração |  |
| 1.         | "Por que que eu não pensei nisso antes?"                     | Itamar Assumpção                   | 4:46    |  |
| 2.         | "Alma"                                                       | Pepeu Gomes e Arnaldo Antunes      | 4:10    |  |
| 3.         | "Chicken de Frango" (Com a participação de Rodrigo Maranhão) | Rodrigo Maranhão, Zélia Duncan     | 3:58    |  |
| 4.         | "Eu me acerto"                                               | Duncan                             | 3:05    |  |
| 5.         | "Sortimento"                                                 | Nando Reis                         | 3:49    |  |
| 6.         | "Desconforto"                                                | Rita Lee, Duncan                   | 4:09    |  |
| 7.         | "Beleza fácil"                                               | Maranhão, Duncan                   | 3:40    |  |
| 8.         | "Me revelar"                                                 | Christiaan Oyens, Duncan           | 3:43    |  |
| 9.         | "Todos os dias"                                              | John                               | 4:10    |  |
| 10.        | "Flores"                                                     | Fred Martins, Marcelo Diniz        | 3:30    |  |
| 11.        | "Na hora da sede" (Cover de Luiz Américo)                    | Américo Francisco Filho, Braguinha | 3:29    |  |
| 12.        | "Hóspede do tempo"                                           | Martins, Duncan                    | 3:48    |  |

| Sortimento - Faixas bônus |                                                              |                           |                                                                                |         |  |
| N.º                       | Título                                                       | Compositor(es)            | Observações                                                                    | Duração |  |
| 13.                       | "Partir, andar" (com a participação de Herbert Vianna)       | Vianna                    |                                                                                | 3:42    |  |
| 14.                       | "Eu Vou Estar" (com a participação da banda Capital Inicial) | Dinho Ouro Preto, Alvin L | Faixa gravada ao vivo no dia 21 de março de 2000, no Teatro Mars em São Paulo. | 3:38    |  |

## Singles
Singles
| Nome       | Lançamento |
| ---------- | ---------- |
| Alma       | 2001       |
| Me revelar |            |

Clipes musicais
| Nome       | Lançamento | Mídia                                          |
| ---------- | ---------- | ---------------------------------------------- |
| Alma       | 2001       | YouTube oficial da artista DVD Sortimento Vivo |
| Me revelar | 2001       | YouTube oficial da artista DVD Sortimento Vivo |

## Ficha técnica
- Dirigido por: Beto Vilares (nas faixas: 1,3,4,5,6,7,10 e 11) e Christiaan Oyens (nas faixas 2,8,9 e 12)
- Gravado nos estúdios: Voices - SP, Fubá Studios - RJ e Mega - RJ entre janeiro e fevereiro de 2001
- Técnicos de gravação: Marcio Gama, LC Varella, Christian Eduardo, Eber Marcos
- Assistentes de gravação: Pablo Homem de Mello, Thiago de Jesus, Breno Maia, Marco Hoffer, Macito
- Mixado nos estúdios: Mosh - SP por Luiz Paulo Serafim, Nas Nuvens por Vitor Farias, AR por Marcelo Sabóia
- Assistente AR: Barney
- Assistente de mixagem: Kalil, Gabriel Costa, Jorge Guerreiro, Luizão, Fernando Rebelo, Augusto Ferreira
- Masterizado: Magic Master por Ricardo Garcia
- Faixa Bônus: 
  - Partir, andar - Herbert Vianna (EMI): fonograma gentilmente cedido por EMI Music
  - Eu vou estar [Ao vivo] - Dinho Ouro Preto/Alvin L. (Warner Chappell): Áudio extraído do programa Acústico MTV-Capital Inicial, gravado em 21 de março de 2000, no Teatro Mars, em São Paulo.
- Direção Artística: Max Pierre
- Gerência Artística: Ricardo Moreira
- Produção Executiva: Beth Araújo
- Direção de arte e capa: Niura Machado Bellavinha
- Foto: Arthur Omar
- Produção executiva da capa: Elisa de Magalhães
- Assistente de produção: Alexander Dário
- Designer assistente: Michael Canno
- Beauty: Silvana Gurgel e Anderson
- Coordenação gráfica: Gê Alves Pinto e Patrícia Fernandes